# Kemény Péter
Kemény Péter (Budapest, 1965. március 26. –) Kozma Lajos Kézműves Iparművészeti Ösztöndíjas keramikus iparművész.

## Életpályája
1979 és 1983 között a Képző- és Iparművészeti Szakközépiskolában kerámia szakon tanult. Mesterei: Albrecht Júlia és Lőrincz Győző voltak. 1984 és 1988 között a Magyar Iparművészeti Főiskolán tanult kerámia, porcelán szakon. Az Iparművészeti Főiskolán mesterei Csekovszky Árpád, Fusz György, Kádasi Éva, Minya Mária és Lázár Zsuzsa voltak. 1997 - 1990 között a Magyar Iparművészeti Főiskola Mesterképző Intézetét végezte el. 1992 óta a Budai Rajziskola tanára. 1996 óta a Zebegényi Szabadiskolában kerámián tanít. Csoportos kiállításokon részt vett: Németországban (München), Jugoszláviában (Belgrád), Hollandiában, Angliában (Rochester), Budapesten (Iparművészeti Múzeum, Tölgyfa Galéria), Pécsett, Kecskeméten.